# Martin von Polheim
Martin von Polheim († 6. Juli 1399 in Kremsmünster) war Benediktiner und in den Jahren von 1376 bis 1399 Abt des Stiftes Kremsmünster.  Er stammte aus dem Geschlecht der Freiherren von Polheim und war neben seinem Bruder Kaspar der letzte männliche Erbe der alberonischen Linie.
Durch seine Standeszugehörigkeit erwarb er sich wohltätige Freunde und die Gunst des Landesfürsten Herzog Albrecht III. (mit dem Zopfe), durch deren Hilfe er den gesunkenen Wohlstand des Klosters wieder vermehren wollte. Schon 1376, bei seinem Amtsantritt als Abt von Kremsmünster, schenkte er dem Stift die Hälfte der Burg Scharnstein.  Bald nach seinem Antritt beging er die 600-Jahr-Feier des Klosters mit der Grundsteinlegung der Kirche des Hl. Sigimund am Bache, welche am 22. Mai 1378 vom Passauer Weihbischof Blasius eingeweiht wurde.
In den Folgejahren erwarb er für den Stift weiteren Grundbesitz. 1382 wurde ihm von Herzog Albrecht zum Schutz vor adligen und nichtadligen Räubern ein Schirmbrief für alle verbundenen Pfarreien erteilt. Nach dem Tod seines Bruders brachte er das Familienerbe in das Stiftungsvermögen ein. Am Ende des Jahres 1390 begab sich Abt Martin nach Rom zum Papst Bonifaz IX. und erlangte das seit Abt Ortolf verlorene Infulrecht wieder. 1393 erteilte Papst Bonifaz IX. durch 4 Breven dem Kloster noch weitere Rechte. Trotz dieser Aktivitäten seien jedoch Verbindlichkeiten eingegangen worden, und es habe zu seiner Zeit ein Mangel an Liquidität bestanden. Als er sich im Jahre 1399 seinem Ende nahe fühlte, setzte er unter Anwesenheit des Propstes von St. Florian und den Äbten von Garsten und Lambach als Zeugen sein Testament auf bei dem unter anderem auch der Almsee an das Stift fielen. Abt Martin starb am 6. Juli 1399.